# Tonino Baliardo
Antoine "Tonino" Baliardo (n. anii 1960, Montpellier, Franța) este un muzician francez, cel mai bine cunoscut ca fiind chitaristul principal al trupei Gipsy Kings, un grup de flamenco din Franța care a vândut mai bine de 18 milioane de albume în lumea întreagă. 

### Istoric
Tonino Baliardo și-a început cariera cu trupa Los Reyes, călătorind în Franța și cântând la nunți. Mai târziu, grupul a fost redenumit Gipsy Kings, Tonino fiind unul dintre membrii fondatori. 

### Proiect curent
În 2021, Tonino Baliardo, alături de fii săi, Cosso Baliardo si Mikael Baliardo, au dat startul unei noi trupe Gipsy Kings, împreună cu Loukas (voce și chitară), Same Rey (voce) și Miguel Kimbeo (voce și chitară). În 2022 au înregistrat un nou album, Renaissance, urmat de un tur de promovare in Statele Unite ale Americii și Canada în 2023. 

### Turneu Renaissance
Un turneu pentru promovarea albumului Renaissance a fost anunțat pe 7 decembrie 2022. Inițial, turneul era cuprins din 12 orașe, însă după punerea în vânzare a biletelor, datorită cererii uriașe, încă 3 locații au fost adăugate.

### Date
| Data                                 | Oraș                                 |
| Statele Unite ale Americii și Canada | Statele Unite ale Americii și Canada |
| ------------------------------------ | ------------------------------------ |
| 14 aprilie 2023                      | Denver                               |
| 15 aprilie 2023                      | Albuquerque                          |
| 15 aprilie 2023                      | Phoenix                              |
| 20 aprilie 2023                      | San Diego                            |
| 21 aprilie 2023                      | San Jose                             |
| 23 aprilie 2023                      | Seattle                              |
| 26 aprilie 2023                      | Vancouver                            |
| 28 aprilie 2023                      | Toronto                              |
| 30 aprilie 2023                      | Newark                               |
| 3 mai 2023                           | Boston                               |
| 5 mai 2023                           | Atlanta                              |
| 7 mai 2023                           | Orlando                              |
| 8 mai 2023                           | Jacksonville                         |
| 11 mai 2023                          | Tampa                                |
| 12 mai 2023                          | Miami                                |